# Groton (Connecticut)
Groton – czterdziestotysięczne według danych z 2010 roku przemysłowe miasto w Stanach Zjednoczonych, w stanie Connecticut, w hrabstwie New London. Leży na wschodnim brzegu rzeki Thames nieopodal jej ujścia do Atlantyku, naprzeciwko miasta New London.
Groton jest jednym z centrów amerykańskiego przemysłu zbrojeniowego, głównym ośrodkiem produkcji okrętów podwodnych. Ponadto w mieście rozwinął się przemysł precyzyjny oraz chemiczny. Założona przez Johna Hollanda – jednego ze światowych pionierów konstrukcji okrętów podwodnych – a obecnie należąca do koncernu General Dynamics stocznia Electric Boat (EB), jest największym amerykańskim producentem okrętów tej klasy. Zlokalizowana w Groton stocznia, tworzy jeden kompleks z mieszczącą się w tej miejscowości ważną atlantycką bazą okrętów podwodnych Naval Submarine Base New London. Ze względu na historyczne znaczenie stoczni Johna Hollanda, jak również znaczenie miasta dla  amerykańskiej marynarki wojennej oraz z uwagi wielkość produkcji stoczni Electric Boat, Groton nazywane jest "światową stolicą okrętów podwodnych" (The Submarine Capital of the World)